# HD 103928
HD 103928，又名BD+33 2174，SAO 62774、HR 4574，是一颗恒星，视星等为6.42，位于銀經185.75，銀緯77.34，其B1900.0坐标为赤經11h 52m 59s，赤緯+32° 77.34′ 56″。